# Roland Kuhn
Roland Kuhn (* 4. März 1912 in Biel; † 10. Oktober 2005 in Scherzingen, reformiert, heimatberechtigt in Bern) war ein Schweizer Psychiater.

## Leben
Roland Kuhn kam am 4. März 1912 in Biel als Sohn des Buchhändlers und Verlegers Ernst Kuhn und der Alice geborene Schneider zur Welt. Nach Schulbesuchen in Biel nahm Kuhn ein Studium der Medizin in Bern und Paris auf, das er 1937 mit dem Erwerb des akademischen Grades eines Dr. med. abschloss.
In der Folge war Kuhn bis 1939 als Assistenzarzt an der Psychiatrischen Universitätsklinik Waldau Bern, anschliessend als Oberarzt an der Psychiatrischen Klinik Münsterlingen tätig, als deren Direktor er von 1971 bis 1980 fungierte. Danach leitete er eine Privatpraxis in Scherzingen. Dazu habilitierte er sich 1957 an der Universität Zürich, an der er ab 1966 als Titularprofessor lehrte.
Kuhn ist der Entdecker der antidepressiven Wirkung von Imipramin.
Roland Kuhn war verheiratet mit der Psychiaterin Verena Gebhart-Kuhn. Er verstarb am 10. Oktober 2005 fünf Monate vor Vollendung seines 94. Lebensjahres in Scherzingen.

## Wirken
Roland Kuhn gilt als Pionier der Rorschachforschung. Während seines Aktivdiensts baute er die fliegerärztlichen Eignungsuntersuchungen für Piloten auf. 1956 entdeckte er das erste Antidepressivum. Daneben beschäftigte er sich mit der Daseinsanalyse. Zudem hielt er zahlreiche Vorträge und publizierte über 190 wissenschaftliche Arbeiten.

## Kritik
Kritik an Kuhns Arbeit kam erstmals 2012 auf durch einen Artikel im Tages-Anzeiger, welcher zu einer mehrjährigen Aufarbeit führte.
Von 1946 bis in die achtziger Jahre führte Kuhn in der Psychiatrischen Klinik Münsterlingen an weit über 1600 Menschen klinische Tests durch. Diese erfolgten unter ethisch fragwürdigen und wissenschaftlich zweifelhaften Bedingungen; ausserdem fehlten die Einwilligungen der betroffenen Patienten. Dutzende von Substanzen, bspw. Antidepressiva, wurden unter seiner Leitung so getestet.
Seinen ersten medizinischen Versuch hat Roland Kuhn gemäss Beobachter an seiner eigenen Mutter vorgenommen. Sie habe an einer Struma, einer vergrösserten Schilddrüse, gelitten. Ohne ihr Wissen habe Kuhn jodhaltige Meeresalgen in den Tee gemischt, woraufhin die Struma verschwunden sei. «Ich liess sie im Glauben, der Homöopath habe sie geheilt», schrieb er laut dem Beobachter später.
Um die Geschichte der Psychiatrischen Klinik Münsterlingen aufzuarbeiten, bewilligte der Kanton Thurgau Ende 2013 160'000 Franken.

## Schriften (Auswahl)
- Der Rorschachsche Formdeutversuch in der Psychiatrie, 1940
- Über psychische Hygiene, 1961
- Kinderpsychiatrie im Kanton Thurgau, 1966
- Psychiatrie mit Zukunft, 2004

autobiografisch
- Roland Kuhn, in: Ludwig J. Pongratz: Psychiatrie in Selbstdarstellungen. Bern : Huber, 1977 ISBN 3-456-80307-9, S. 219–257

## Ehrungen
- Roland Kuhn wurde mit den Ehrendoktoraten der Medizin der Universität Basel und der Université catholique de Louvain (1981) sowie dem Ehrendoktorat der Philosophie der Universität Sorbonne ausgezeichnet.
- 1993 ernannte die ehemalige Gemeinde Scherzingen Roland Kuhn zu ihrem Ehrenbürger.
- 2004 wurde Roland Kuhn die Hans-Prinzhorn-Medaille überreicht.

## Film
- Auf der Seeseite. Die Medikamentenversuche von Münsterlingen. Dokumentation, Schweiz 2018, 50 Minuten. Erstausstrahlung am 23. Oktober 2018 auf 3sat.